# 持修積善協會
社團法人花蓮縣持修積善協會，簡稱持修積善協會，是花蓮縣的一個有公益組織性質的民間社團法人，於2003年成立，創會長是陳震誠，其設立目的是希望透過公益活動，引出每個人心中深埋的感動和善意，共同將手中的愛，散播到需要的地方。讓每個人找到自己生活、生命、生存的價值目的與意義。
持修積善協會在花蓮縣地區從事公益服務16年，服務對象及範圍含跨青少年志願服務與諮商、環境保護議題推廣、心理衛生教育宣導、心靈輔導、家庭親子教育、兒童教育推廣等，希望聚合小力量，啟動至誠的溫馨，散播人間的溫情，開創生命的多彩，促進社會和諧，讓願意付出者循著管道付出自己的多餘，參與重塑社會祥和的工作。
持修就是持續修正行為的偏差，積善就是累積善源開拓好的人際關係，協會就是學一學就會。

## 協會歷史
- 2003年，協會成立。
- 2009年，獲行政院青年輔導委員會輔導，協會開始承辦花蓮縣青年志工中心[1]。
- 2011年1月4日，協會在紅葉鄉舉辦「愛人行動之紅葉廖家」的活動。同年1月9日，更前往萬榮、卓溪、富里等部落舉辦「愛人行動之寒冬匯暖流、送愛到部落」的活動。

- 2011年11月20日，「人合居公益推廣中心」開幕[2]。
- 2020年，協會開始承辦善的循環時間銀行。

### 2011年活動
| 時間              | 活動名稱                                         | 地點                                 |
| ----------------- | ------------------------------------------------ | ------------------------------------ |
| 2011.01.16        | 歲末送關懷 福氣旺旺來                            | 大陳一村                             |
| 2011.01.18        | 愛人行動之西林許家                               | 西林村                               |
| 2011.01.20        | 「送愛到部落、溫馨滿偏鄉」                       | 富里天主堂                           |
| 2011.01.24        | 「送愛到部落、溫馨滿偏鄉」                       | 秀林銅門                             |
| 2011.01.31        | 教育優先區之閱讀營                               | 豐濱國小                             |
| 2011.01.31        | 教育優先區之科學營                               | 化仁國中                             |
| 2011.01.31        | 「送愛到部落、溫馨滿偏鄉」之豐濱弱勢家庭物資輸送 | 豐濱鄉                               |
| 2011.02.03～02.05 | 持修積善送福氣(過年送氣球～花蓮帝君廟)           | 花蓮帝君廟、秀林鄉鯉魚潭、玉里協天宮 |
| 2011.02.06        | 吉豐養護所老人關懷活動                           | 吉豐養護所                           |
| 2011.02.09        | 愛人行動之秀林鄉吳家                             | 秀林鄉                               |
| 2011.02.13        | 愛人行動之紅葉、西林(周姓工寮母子)               | 紅葉鄉、西林村                       |
| 2011.02.20        | 「送愛到部落、溫馨滿偏鄉」之愛心背包客           | 富里鄉                               |
| 2011.03.03        | 愛人行動之卓溪鄉卓溪村(馮碧霞火燒房子)           | 卓溪鄉                               |
| 2011.03.06        | 志願服務基礎訓                                   | 花蓮高農                             |
| 2011.03.10        | 愛人行動之玉里送病床(馮秋嬌送病床)               | 玉里鎮                               |
| 2011.03.23        | 愛人行動之瑞穗鄉(張阿發)                         | 瑞穗鄉                               |
| 2011.03.27        | 百年同心，熱血獻真旗                             | 忠烈祠                               |
| 2011.03.30        | 長者關懷系列清理家園(花蓮市國福林美花)           | 國福里                               |
| 2011.04.17        | 還我河川守護七腳川淨溪活動                       | 七腳川溪                             |
| 2011.04.21        | 愛人行動之兒童暨家庭關懷協會送書桌               | 兒童暨家庭關懷協會                   |
| 2011.04.23        | 建國一百迎向志工、台灣百分百                     | 美崙田徑場                           |
| 2011.04.27        | 愛人行動之壽豐鄉送書桌                           | 壽豐鄉                               |
| 2011.05.02        | 愛人行動個案訪視(袁蘭英)                         |                                      |
| 2011.05.15        | 愛人行動銅門訪視植物人(鍾盛海)                   | 銅門村                               |
| 2011.05.28～05.29 | 玉里高中基礎訓                                   | 玉里高中                             |
| 2011.05.28        | 花蓮縣政府政風處廉政志工宣示活動現場服務         | 花蓮縣政府                           |
| 2011.06.01        | 榮民之家歡度端午節                               | 榮民之家                             |
| 2011.06.03        | 端午香包DIY教作(東昇元極舞)                      |                                      |
| 2011.06.05        | 世界環境日綠色傳唱                               | 文化局                               |
| 2011.06.05～06.06 | 端午節鯉魚潭做香包                               | 端午節                               |
| 2011.06.11～06.12 | 玉里高中特殊訓                                   | 玉里高中                             |
| 2011.08.07        | 父親節可以不一樣義賣園遊會                       |                                      |
| 2011.08.29        | 富里卓溪贈送月餅、鐵馬行                         | 富里、卓溪                           |
| 2011.09.01        | 愛人行動～壽豐鄉個案訪視～胡揚（助學金）         | 壽豐鄉                               |
| 2011.09.04        | 光復鄉摘柚送愛心活動                             | 光復鄉                               |
| 2011.09.08        | 愛人行動～分送愛心米（大陳一村、二村獨居老人）   | 大陳一村、二村                       |
| 2011.09.10        | 中秋送暖～持修用愛揪團做公益                     |                                      |
| 2011.09.15        | 愛人行動～萬榮鄉24口人家                         | 萬榮鄉                               |
| 2011.09.20        | 愛人行動～簡家獨子（簡政弘）                     |                                      |
| 2011.09.21        | 愛人行動～玉里鎮愛心米發放獨居老人               | 玉里鎮                               |
| 2011.09.29        | 愛人行動～萬榮鄉探視職災人士（周金明）           | 萬榮鄉                               |
| 2011.10.02        | 手做石桌椅贈長者                                 |                                      |
| 2011.10.06        | 愛人行動～百套愛心制服送偏校（舞鶴國小）         | 舞鶴國小                             |
| 2011.10.11        | 個案追蹤～簡政弘                                 |                                      |
| 2011.10.18        | 愛人行動～玉里新住民（徐美蓮）                   | 玉里鎮                               |
| 2011.10.24        | 愛人行動～玉里貧戶探訪                           | 玉里鎮                               |
| 2011.10.29        | 愛人行動～豐濱鄉新社國小贈文具                   | 豐濱鄉                               |
| 2011.11.03        | 個案追蹤～鍾盛海（銅門村）                       | 銅門村                               |
| 2011.11.11        | 愛人行動～萬榮鄉（萬榮村邱雅婷）                 | 萬榮村                               |
| 2011.11.13        | 愛人行動～贈送二手鐵馬伴貧童上學                 |                                      |
| 2011.11.17        | 愛人行動～國風里徐禎祥                           | 國風里                               |
| 2011.12.07        | 冬衣發放及義剪 送愛到漁港                        |                                      |
| 2011.12.18        | 青年志工美崙山淨山及愛心鐵馬送東里               | 美崙山                               |

## 組織與運作

### 持修的宗旨
協會以推展公益、青少年教育、社會福利等作為三大持修的面向。其中公益著重於心靈教育、日常生活問題的引導；青少年教育著重於人際關係、領導統御、獨立自主、互動之訓練；社會福利則著重於眾人起而作、自我潛能開發、提升自我創造力、想像力、判斷力、協調溝通、語言表達及合作互助等能力，從力行實踐中建構社會福利。

### 持修的任務
1. 致力於青少年的品德養成訓練、心性與性格的柔化教育，啟發眾人想像力、創造力、協調溝通能力之養成。
2. 相關教育及社會服務工作之設計及執行。
3. 相關書籍之編輯、出版與系列研習課程之開辦。
4. 協助花蓮縣各公私立機關、學校及社團等開辦相關教育課程及活動之設計、講授或其它相關服務。
5. 利用假期辦理各年齡層成長營活動，全面增加大眾營造喜悅生活之能力。
6. 協助政府機關或其他民間機構辦理相關社會教育活動或其他社會服務工作[12]。
7. 定期辦理大型專題講座及相關藝文、表演活動。[13]
8. 其他政府交辦或需配合活動事項。
9. 其他社會大眾對生命迷失等問題之解惑及輔導。
10. 輔導會內之志工團隊成長。

## 外部連結
- 社團法人花蓮縣持修積善協會部落格 （页面存档备份，存于）
- 社團法人花蓮縣持修積善協會粉絲專頁 （页面存档备份，存于）
- 社團法人花蓮縣持修積善協會Youtube頻道
- 善的循環時間銀行粉絲專頁